# Utlendingsdirektoratet
Utlendingsdirektoratet är en norsk statlig myndighet som upprättades 1988 då två tidigare myndigheter slogs samman. Myndigheten har ansvar för ansökningar om visum, uppehållstillstånd, medborgarskap och asyl. Myndigheten administrerar också flyktingförläggningar, utvisningar, avvisningar, resehandlingar för utländska medborgare och ansökningar om assisterad repatriering.